# Protosirenidae
I Protosirenii costituivano una famiglia di mammiferi acquatici appartenente all'ordine Sirenia. Comprendevano un solo genere, Protosiren, il quale a sua volta comprendeva quattro specie oggi tutte estinte.

## Biologia
Come le specie dell'ordine Sirenia oggi esistenti, questi mammiferi conducevano vita prevalentemente acquatica, cibandosi di piante acquatiche che vanno a formare le praterie sottomarine, come la Posidonia. Avevano una struttura ossea del bacino piuttosto debole, e ciò li rendeva ancora più adatti alla vita acquatica rispetto alle specie odierne: raramente si avventuravano sulla terraferma. Nonostante questo, i Protosirenii avevano, a differenza dei loro parenti più stretti, degli arti posteriori ben sviluppati, tali da poterli considerare quadrupedi anfibi.

## Distribuzione
Erano una famiglia intercontinentale; fossili delle specie di Protosiren sono stati ritrovati in Francia, India, Egitto, Pakistan e Stati Uniti.

## Estinzione
L'estinzione della famiglia Protosirenidae è avvenuta nel tardo Eocene.